# Tatra B3
Tatra B3 – doczepny jednoczłonowy wagon tramwajowy bierny, odpowiadający modelowi Tatra T3. W latach 1973–1988 wyprodukowano 122 sztuki tego typu, które dostarczono do Osijeku, Karl-Marx-Stadt i Schwerina.

## Konstrukcja
Jest to pojedyncza doczepa bierna, nieposiadająca silnika i pantografu. Pudło opiera się na dwóch skrętnych dwuosiowych wózkach. Wagon jest wyposażony w troje drzwi harmonijkowych.

## Dostawy
| Państwo        | Miasto          | Typ            | Lata dostaw    | Liczba | Numery taborowe  |
| -------------- | --------------- | -------------- | -------------- | ------ | ---------------- |
| Jugosławia     | Osijek          | B3YU           | 1982           | 4      | 8201–8204        |
| NRD            | Karl-Marx-Stadt | B3D            | 1973–1988      | 62     | 701 – 762        |
| NRD            | Schwerin        | B3D            | 1973–1988      | 56     | 301–347, 351–359 |
| Łączna liczba: | Łączna liczba:  | Łączna liczba: | Łączna liczba: | 122    |                  |